# Licytacja dóbr zakopiańskich (1889)

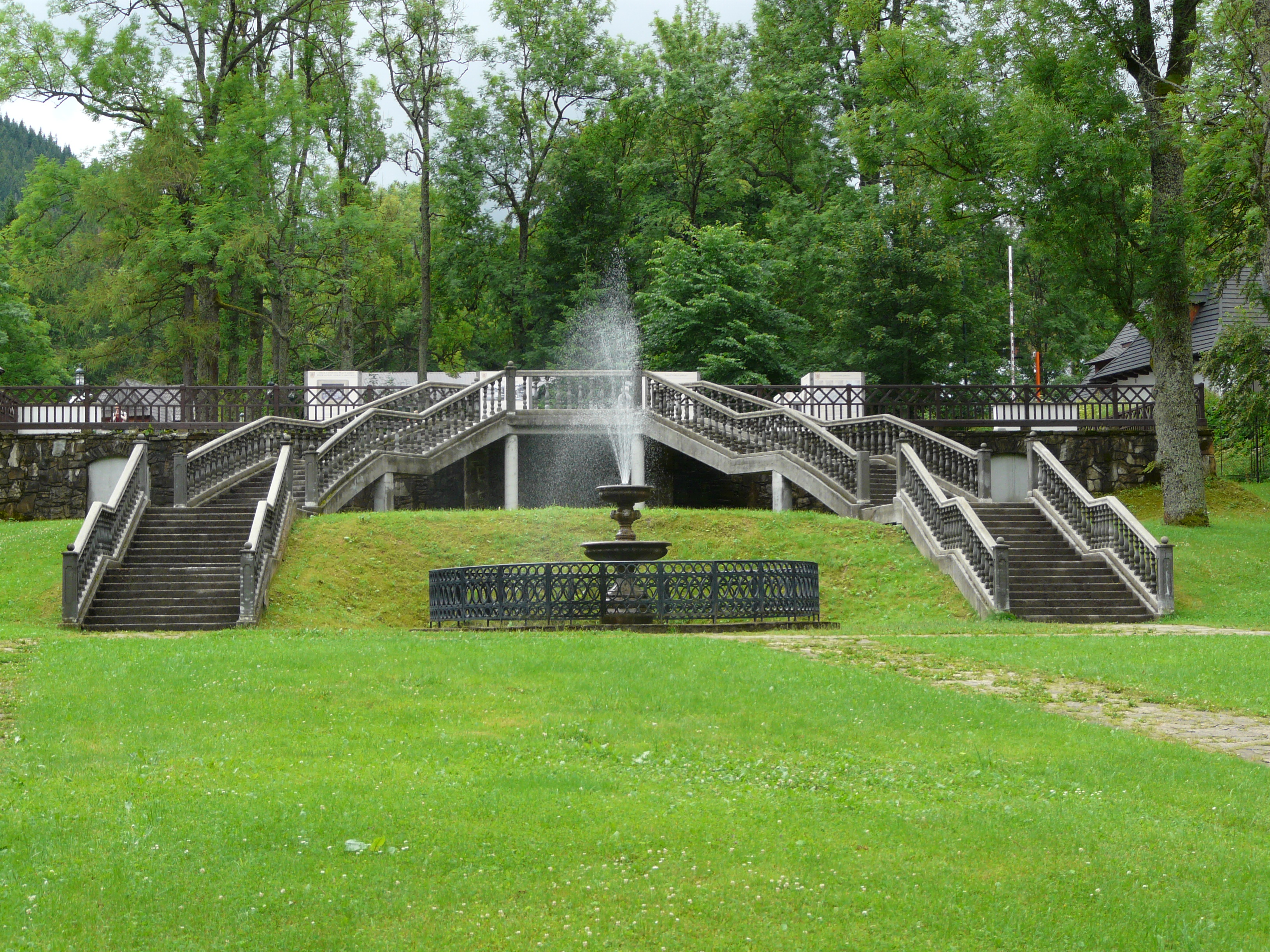
Zespół dworsko-parkowy w Kuźnicach

Licytacja dóbr zakopiańskich – licytacja, która odbyła się 9 maja 1889 roku w Nowym Sączu. Jej przedmiotem były lasy dolno- i górnoreglowe w obrębie dzisiejszych Tatr polskich wraz z Kuźnicami i znacznymi obszarami w samym Zakopanem, razem około 29% obecnej powierzchni Tatrzańskiego Parku Narodowego. Niektóre źródła podają błędnie, jakoby miejscem zdarzenia był Nowy Targ.

## Przyczyny
Rząd austriacki w 1811 roku zdecydował się sprzedać państwowe ziemie wokół Nowego Targu nabywcom prywatnym, dla łatwiejszego znalezienia chętnych dzieląc je na sekcje. Tatry znalazły się w obrębie czterech takich sekcji: zachodniej witowskiej (dzisiejsza Wspólnota Ośmiu), środkowo-zachodniej zakopiańskiej (Dolina Kościeliska i zakopiańskie dolinki reglowe), środkowo-wschodniej szaflarskiej (Dolina Bystrej, Dolina Olczyska, Dolina Suchej Wody) oraz wschodniej białczańskiej (zachodnie odnogi Doliny Białki). Drugą i czwartą sekcję zakupił za 65 030 złotych reńskich Emanuel Homolacs, właściciel zakładów hutniczych w Kuźnicach, potrzebujący gruntów dla pozyskiwania surowców.
Rodzina Homolacsów sprzedała zakłady w 1870 roku Ludwigowi Eichbornowi z powodu utraty rentowności wskutek wyczerpywania się złóż rudy. Nowy właściciel próbował ratować upadające przedsiębiorstwo poprzez gospodarkę rabunkową i wyzysk górali. W 1875 roku wygaszono wielki piec, a cztery lata później całkowicie zamknięto huty, nie zaprzestając natomiast nadmiernej eksploatacji lasów. W roku 1880 lub 1881 dobra przeszły w ręce Magnusa Peltza (niekiedy określanego jako Pelz), zięcia Eichborna, zapewne w formie posagu. Kiedy w 1884 roku powódź ujawniła postępującą erozję gleb i wyniszczenie regli, austriackie władze objęły lasy zakopiańskie sekwestrem rządowym. Wkrótce Peltz zbankrutował i w rezultacie dobra zakopiańskie zostały wystawione na przymusową licytację. W lutym roku 1888 kupił je po cenie wywoławczej (choć na licytację stawiło się trzech zainteresowanych) Jakub Goldfinger, przedsiębiorca drzewny z Nowego Targu, właściciel dwóch papierni.
Nabycie tych terenów przez Goldfingera budziło powszechne obawy, gdyż spodziewano się, że będzie on kontynuował dewastację przyrody tatrzańskiej. Górali dodatkowo niepokoiła możliwość wywłaszczenia ich z rodzinnych gruntów ze względu na wadliwe zapisy w księgach wieczystych. Kilka osób, wśród nich Ludwig Eichborn, złożyło zażalenia na nieprawidłowe przeprowadzenie licytacji; unieważnienie jej przeprowadził w listopadzie krakowski adwokat Józef Retinger (zapisywany także jako Rettinger lub Röttinger), ojciec polskiego polityka i jednego z autorów idei Wspólnoty Europejskiej (również Józefa). Jego powiązania z Władysławem Zamoyskim wzbudziły nadzieje na zainteresowanie licytacją tego ostatniego, dysponującego znaczną fortuną. W tym czasie Towarzystwo Ochrony Tatr Polskich w ogromnym pośpiechu zbierało fundusze, licząc na możliwość zakupu dóbr zakopiańskich. Termin licytacji został wyznaczony na 9 maja 1889 roku.

## Obecni podczas licytacji

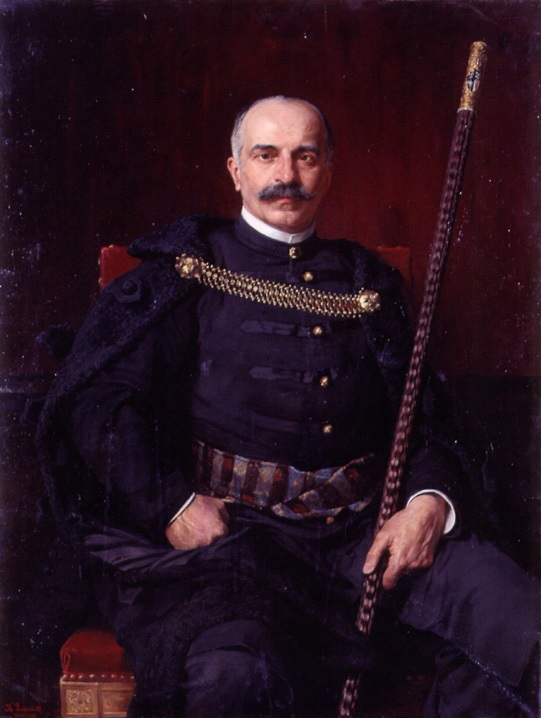
Portret Eustachego Sanguszki

- Jakub Goldfinger – przedsiębiorca, poprzedni nabywca;
- Henryk Kolischer – właściciel papierni, według wielu źródeł pełnomocnik księcia Christiana Hohenlohego znanego z niszczenia przyrody i zamykania gór dla turystów[5][11][14];
- Fryderyk Wazel[1] lub Wezel[3] – przedstawiciel galicyjskiego funduszu religijnego, który przystąpił do licytacji pod naciskiem opinii publicznej;
- Władysław Markiewicz – wiceprezes i przedstawiciel Towarzystwa Ochrony Tatr Polskich;
- Józef Retinger, który podważył poprzednią licytację – przyczyny jego przybycia do Nowego Sącza nie były z początku znane[11];
- inne osoby, rzadko wymieniane w źródłach (między innymi Eustachy Sanguszko i Lesław Boroński[1]);
- istnieją źródła twierdzące, jakoby zjawił się też Władysław Zamoyski[5], co z pewnością jest nieprawdą[1][9][11]. Nieobecność Zamoyskiego była poważnym zawodem dla zgromadzonej publiczności[11].

## Przebieg licytacji
Licytacja rozpoczęła się o godzinie dziesiątej. Informacje o konkretnych ofertach podawane w poszczególnych źródłach bywają nieprecyzyjne lub sprzeczne. Wadium wynosiło 40 000 guldenów, a cena wywoławcza mogła mieć wysokość 400 000 lub nieco mniejszą. Kwota była uważana za wygórowaną – roczny budżet gminy mógł wówczas osiągać 350 guldenów. Spośród czterech licytantów pierwszy zrezygnował Wazel, który złożył ostatnią ofertę na 410 330 złotych reńskich, a wycofał wadium przy 415 tysiącach. Ostatnia oferta Markiewicza wyniosła 417 tysięcy, potem licytowali tylko Goldfinger i Kolischer, równomiernie przebijając swoje propozycje.
Gdy stawka przekroczyła już 420 000 (nie osiągając jednak, jak niekiedy się mylnie podaje, 425 000), Retinger złożył wadium i przystąpił do licytacji. Stanowiło to duże zaskoczenie dla obserwatorów, gdyż nie przypuszczano, aby adwokat mógł dysponować tak znacznymi sumami. O wpół do czternastej licytacja została odłożona przy najwyższej ofercie Retingera 423 700 złotych reńskich i 1 centa.
O szesnastej podjęto ją ponownie. Markiewicz powrócił do zmagań, być może dzięki dodatkowym funduszom zebranym w przerwie obiadowej, składając jeszcze ofertę na 425 005 guldenów, ale na więcej nie mógł sobie pozwolić. Licytacja znacznie przybrała na zawziętości. Rywalizowali głównie Goldfinger i Retinger, Kolischer z rzadka podbijał stawkę. Wartość dóbr zakopiańskich przekroczyła kolejno czterysta trzydzieści, czterdzieści i pięćdziesiąt tysięcy złotych reńskich. Większość źródeł zgodnie podaje, że Retinger licytował ciągle o jeden krajcar powyżej ostatniej oferty, wbrew relacji, jakoby nadawał ton licytacji i postępował po kilka tysięcy guldenów.
Przy stawce 460 000,01 guldena, gdy Kolischer już od pewnego czasu nie licytował, Goldfinger wycofał wadium. Wówczas dopiero Retinger poinformował, że zjawił się jako pełnomocnik hrabiego Zamoyskiego, co wywołało ogólną radość wśród widzów. Wskutek tej wiadomości do licytacji powrócił Kolischer, ale dokładał już tylko pojedyncze guldeny. Zaproponował w końcu 460 002 złote reńskie i 2 krajcary. 460 002,03 guldena Retingera zakończyło licytację. Prawdopodobnie było to późnym popołudniem, gdyż większość obecnych jeszcze tego samego dnia powróciła do Krakowa. Następnego dnia gazety ogłosiły, nawiązując do stylu licytacji Retingera, że Władysław Zamoyski nabył Zakopane za centa.

## Skutki

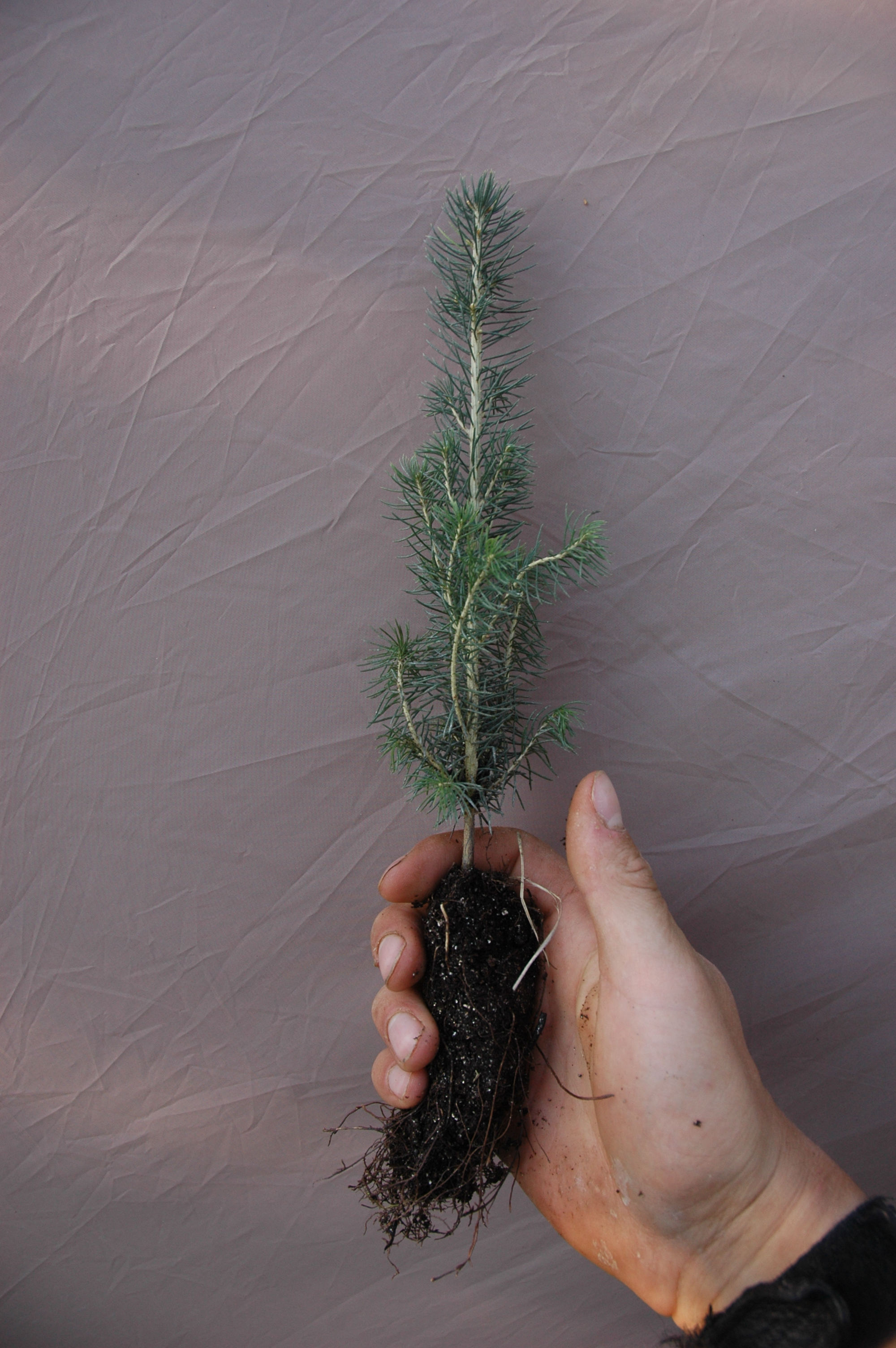
Zalesianie

Zakup Władysława Zamoyskiego spotkał się z licznymi pochwałami społeczeństwa polskiego. Ksiądz Józef Stolarczyk odprawił w Zakopanem nabożeństwo dziękczynne. Nabywca otrzymał też listy gratulacyjne, zarówno od Polaków, jak i obcokrajowców. Z drugiej strony, zakup omal nie przekroczył jego wydolności finansowej: zaciągnął znaczną pożyczkę od matki i obciążył hipoteką dobra kórnickie, które zresztą nie przedstawiały dla niego wielkiej wartości z powodu rugów pruskich.
Władysław Zamoyski prowadził w swoich dobrach intensywne zalesianie i walczył z plagą kornika. Jego dalekowzrocznej gospodarce leśnej przypisuje się doskonały stan lasów na terenie dóbr zakopiańskich, które do dzisiaj są zdrowsze niż podobne zespoły roślinne w innych częściach Tatr. Posiadłości były oznakowane tablicami z napisem „Państwo Zakopane”. Zamoyski skutecznie sprzeciwił się działaniom księcia Hohenlohego, próbującego przejąć na własność Morskie Oko. Niektóre źródła posuwają się do stwierdzenia, że ogółem swojej działalności ocalił polskie Tatry.